# مسرب (حلب)
مسرب  قرية سوريّة تتبع إداريّاً لمحافظة حلب منطقة عين العرب ناحية صرين، بلغ تعداد سكانها 84 نسمة حسب التعداد السكاني لعام 2004.